# Албард (Долина Аосте)
Албард (итал. Albard) је насеље у Италији у округу Долина Аосте, региону Долина Аосте.
Према процени из 2011. у насељу је живело 10 становника. Насеље се налази на надморској висини од 604 м.